# 北口本宮冨士浅間神社
北口本宮冨士浅間神社（きたぐちほんぐうふじせんげんじんじゃ）は、山梨県富士吉田市上吉田にある神社。旧社格は県社で、現在は神社本庁の別表神社。
富士登山吉田口登山道の起点にあたり、「富士山-信仰の対象と芸術の源泉」の構成資産のひとつである「富士山域」の一部として世界文化遺産に登録されている。

## 祭神
- 木花開耶姫命（このはなさくやひめのみこと）
- 天孫彦火瓊瓊杵命（てんそんひこほのににぎのみこと） - 夫神
- 大山祇神（おおやまづみのかみ） - 父神

## 大祭
- 新年祭 - 2月17日
- 初申祭（例祭） - 5月5日
- 鎮火祭（吉田の火祭り） - 8月26日、27日
- 新嘗祭 - 11月23日

## 由緒
景行天皇40年に、日本武尊が東方遠征の折、箱根足柄より甲斐国酒折宮に向かう途次、当地を通過、「富士の神山は北方より登拝せよと」、祠を建てて祀ったのが始まりとされている。
延暦7年（788年）に甲斐守である紀豊庭により現在地に神殿を建て、浅間の大神を祀り、大塚丘には日本武尊の神霊を祀った。以後、逐次造営、改築され、現在の本殿は元和元年（1615年）、谷村城主の鳥居土佐守成次の寄進により建立された。その後、貞享5年（1688年）に社殿が造修された。
享保18年（1733年）、江戸の富士講村上派を率いる村上光清が私財を投じて出資し、幣殿、拝殿、神楽殿、手水舎、隋神門を造営させた。
これは、郡内大工仲間による最大規模の造営となり、中でも拝殿は最大の建築物である。
拝殿の前の両脇には樹齢千年の「富士太郎杉」「富士夫婦檜」の名を持つ大きな御神木がある。中世には同社が所在する郡内地方の領主である小山田氏からの庇護を受けた。

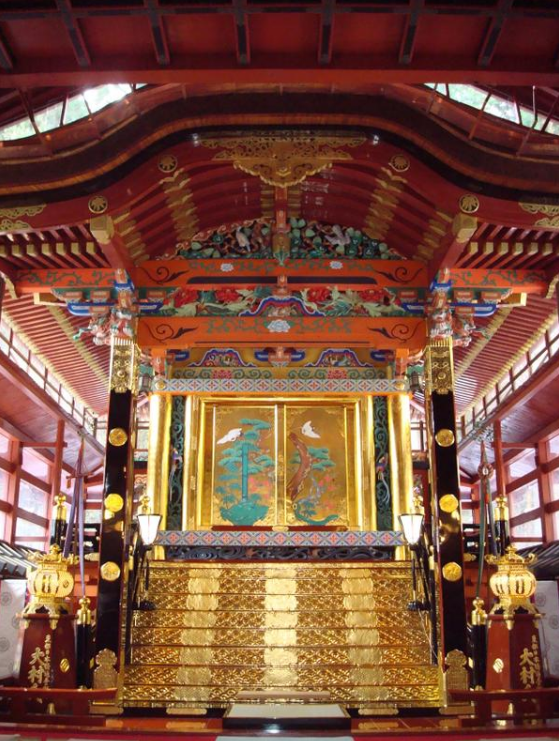
北口本宮富士浅間神社本殿　一間社入母屋造り軒唐破風付き

富士登山道の吉田口の起点にあたり、江戸時代中期以降には富士講が流行し、上吉田ではこれを早くから受け入れたことから登山道の中心地となった。周辺には御師の宿坊が百件近く立ち並んだこともある。昭和初期には神社北の裏手から登山バス浅間神社 - 馬返線が運行していた。
江戸時代中期以降「諏訪大明神」よりも「浅間大菩薩」「富士浅間明神」の名のほうが大きくなり、明治時代には「冨士山北口本宮冨士嶽神社」と改称。その後「浅間神社」とも名乗るようになり、1946年（昭和21年）に現在の「北口本宮冨士浅間神社」と改称した。
のちに扶桑教を起こす宍野半は当社の社司と富士山本宮浅間大社宮司を兼務していた。そのため隣接地には扶桑教元祠があり、現在も扶桑教ではここから吉田口登山道を登って頂上に至り、富士宮口登山道を下って浅間大社まで参拝している。

## 諏訪明神と浅間明神

### 北口本宮冨士浅間神社 摂社 「諏訪神社」

#### 祭神
- 建御名方神（たけみなかたのかみ）
- 八坂刀売神（やさかとめのかみ）

#### 例祭
- 鎮火祭 （吉田の火祭）- 8月26日、27日

#### 由緒
諏訪神社は元々は当地域の氏神であったが明治維新の際に北口本宮の摂社となった。
勧請年代は不詳であるが、下記のことから、当初鎮座していたのは浅間神社ではなく、諏訪神社であったと考えられている。
『甲斐国志』巻之七十一神社部第十七上「諏方明神」の記述からも古社であることが窺える。古来より社中に「諏訪の森」が位置し、諏訪神社の鎮座地に浅間神社を勧請したと伝わる。
天文17年（1548年）5月26日、小山田信有は吉田の諏訪禰宜に富士山神事の際に新宮を建てる場合は披露するように命じている。永禄4年（1561年）3月2日、武田信玄は吉田の諏訪の森の木を伐ることを禁止している。『甲斐国志』によると、同年に武田信玄が富士権現を造営したとある。これらの事柄から、永禄4年（1561年）の信玄による富士権現造営が現在の北口本宮冨士浅間神社の元になるものであるとし、それ以前は諏訪社のみが鎮座していたとする。
吉田の火祭として知られる鎮火祭は諏訪神社の例祭である。

### 小室浅間明神との関係
浅間明神の勧請元は、『甲斐国志』の下記の記載によれば、吉田口二合目の小室浅間神社（現在の冨士御室浅間神社）である。
本来「下浅間」とは当社を指しているという。
延宝8年（1680年）の登拝路や信仰施設を描いた『八葉九尊図』で現北口本宮は「下浅間」と記されている。また、『甲斐国志』の記載から、文化11年（1814年）の時点では、「上浅間」が冨士御室浅間神社、「下浅間」が北口本宮冨士浅間神社、それとは別に冨士山下宮小室浅間神社が「下ノ宮浅間」と呼ばれていた。
しかしながら、現在では北口本宮が「上浅間」と呼ばれ、冨士山下宮小室浅間神社が「下浅間」と呼ばれることが多い。
富士吉田地域に於いて、北口本宮が浅間神社としては新しく、富士講御師に依る対外的な信仰を集めていたのに対して、冨士山下宮小室浅間神社は富士北麓地域の産土神・鎮守神で、農耕信仰を中心とした地元民の生活に根差した信仰があった。
だが、明治に入り、北口本宮には冨士山下宮小室浅間神社から氏子地域である上吉田を譲られ、氏神としても信仰されるようになり、それぞれ上吉田の浅間神社「上浅間」、下吉田の浅間神社「下浅間」と呼ばれるようになった。

## 文化財

### 国指定重要文化財
- 北口本宮冨士浅間神社東宮本殿（建造物） - 1907年（明治40年）8月28日指定。
- 北口本宮冨士浅間神社西宮本殿（建造物） - 1953年（昭和28年）3月31日指定。
- 北口本宮冨士浅間神社本殿（附 棟札1枚）（建造物） - 1953年（昭和28年）3月31日指定。
- 北口本宮冨士浅間神社 8棟（建造物） - 2017年（平成29年）11月28日指定[4][5]。
  - 拝殿及び幣殿
  - 惠毘壽社及び透塀
  - 神楽殿
  - 手水舎（附 棟札1枚）
  - 隨神門（附 棟札1枚）
  - 福地八幡社（附 棟札2枚）
  - 諏訪神社拝殿
  - 社務所（附 棟札1枚）
  - （附指定）灯籠 1基
- 太刀 銘備州長船経家 文安二年二月日（附 糸巻太刀拵）（工芸品） - 1923年（大正12年）3月28日指定。

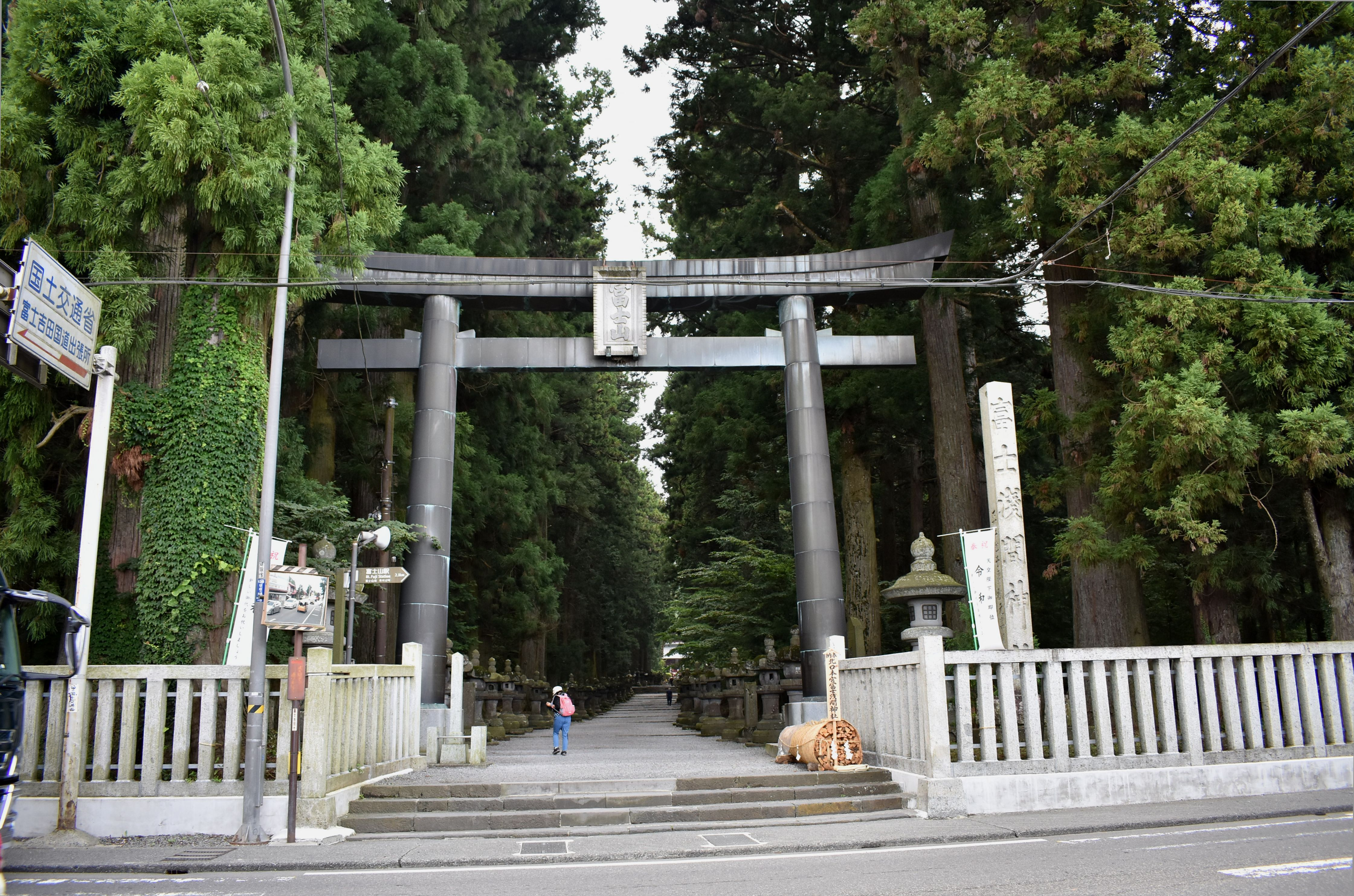
一之鳥居（2019年8月26日撮影）
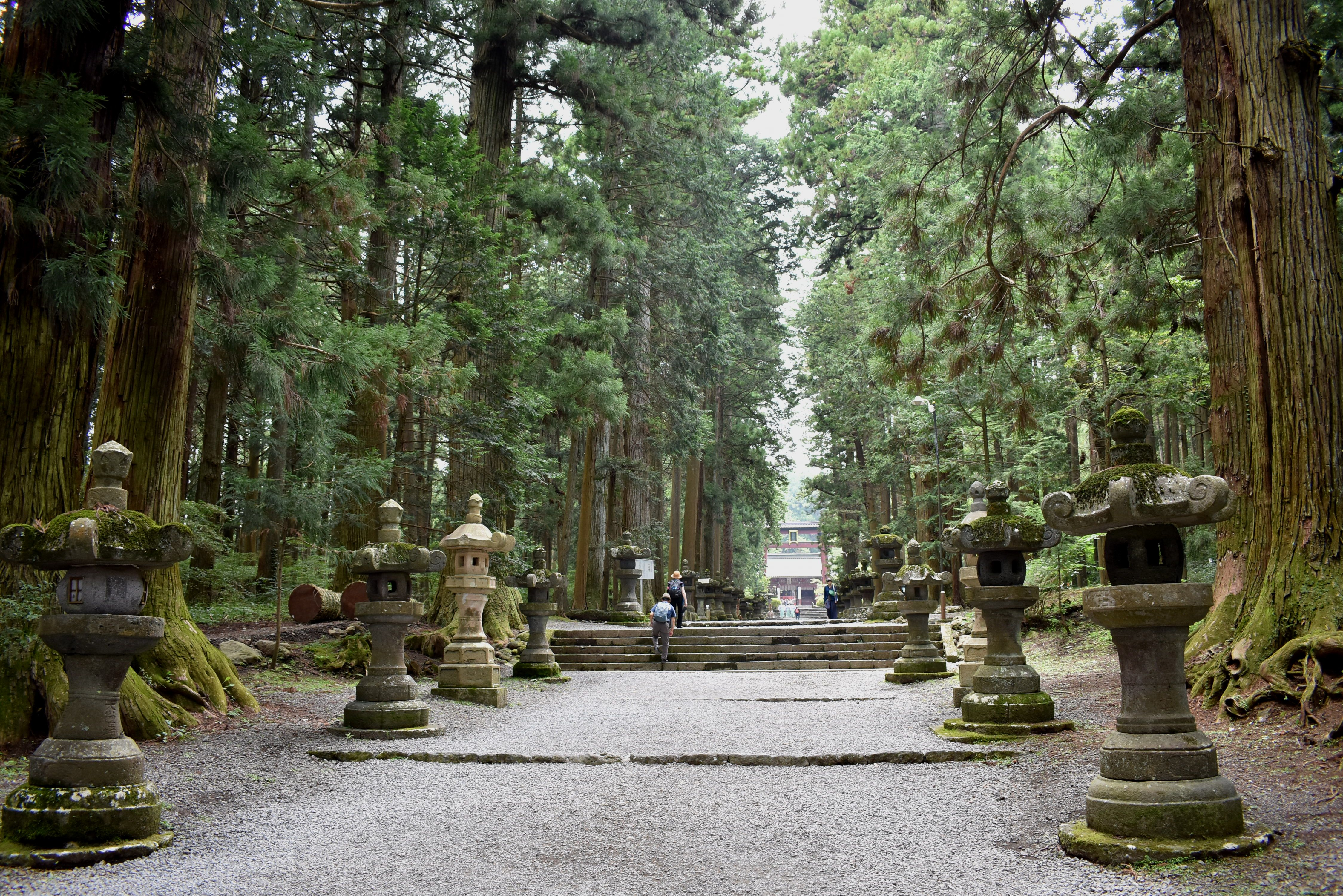
参道（2019年8月26日撮影）
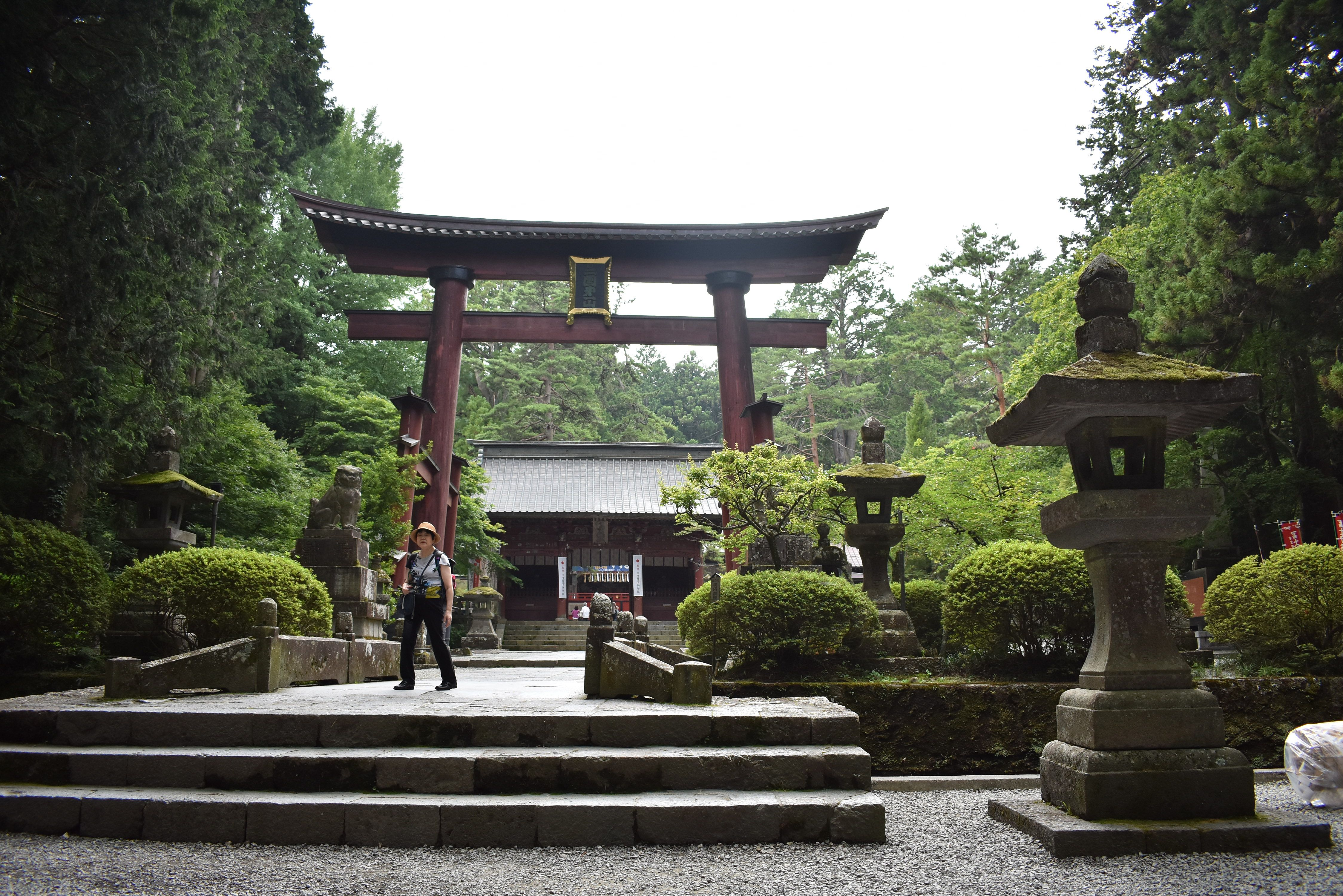
参道から大鳥居を見る（2019年8月26日撮影）

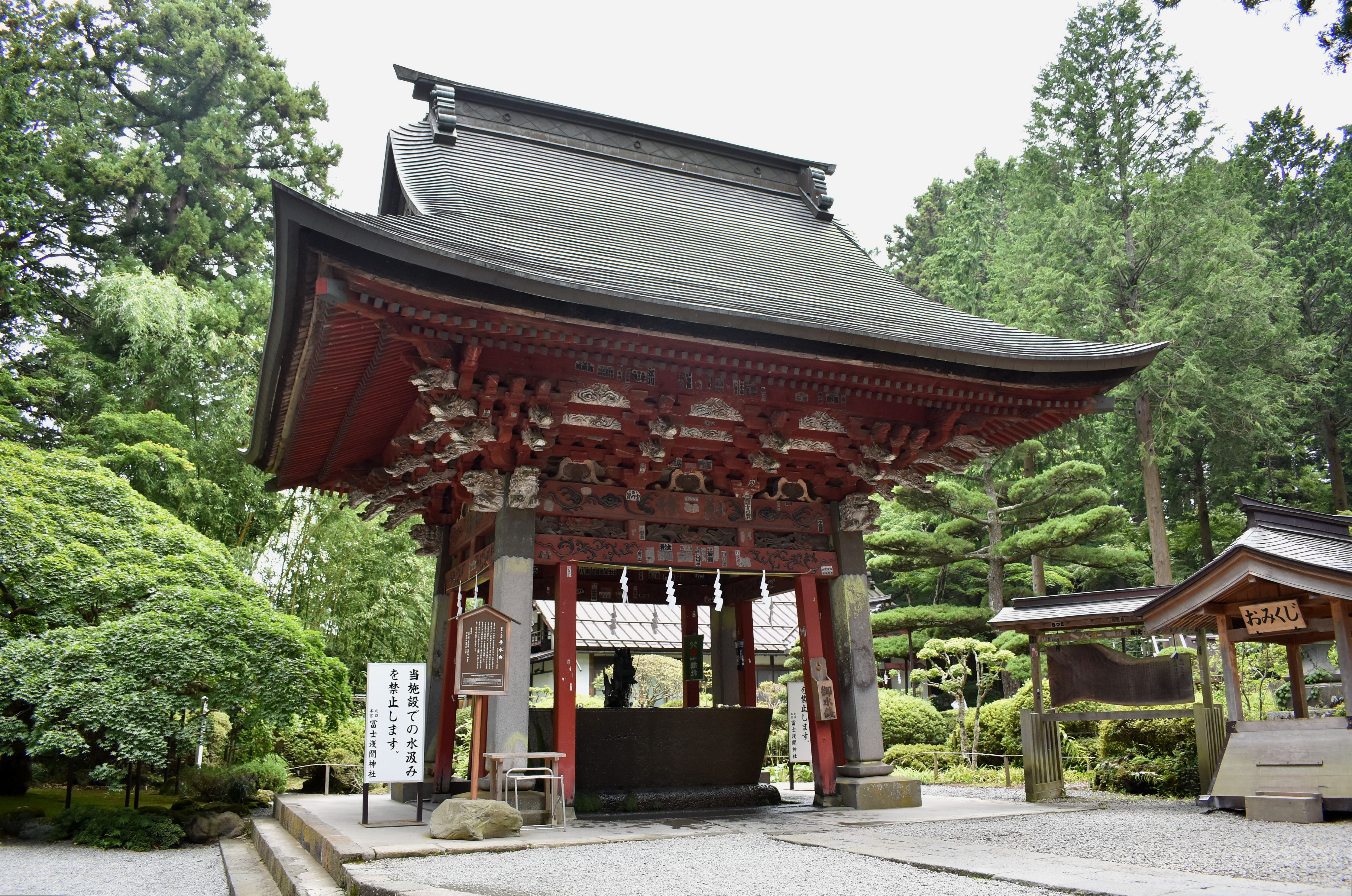
手水舎（2019年8月26日撮影）
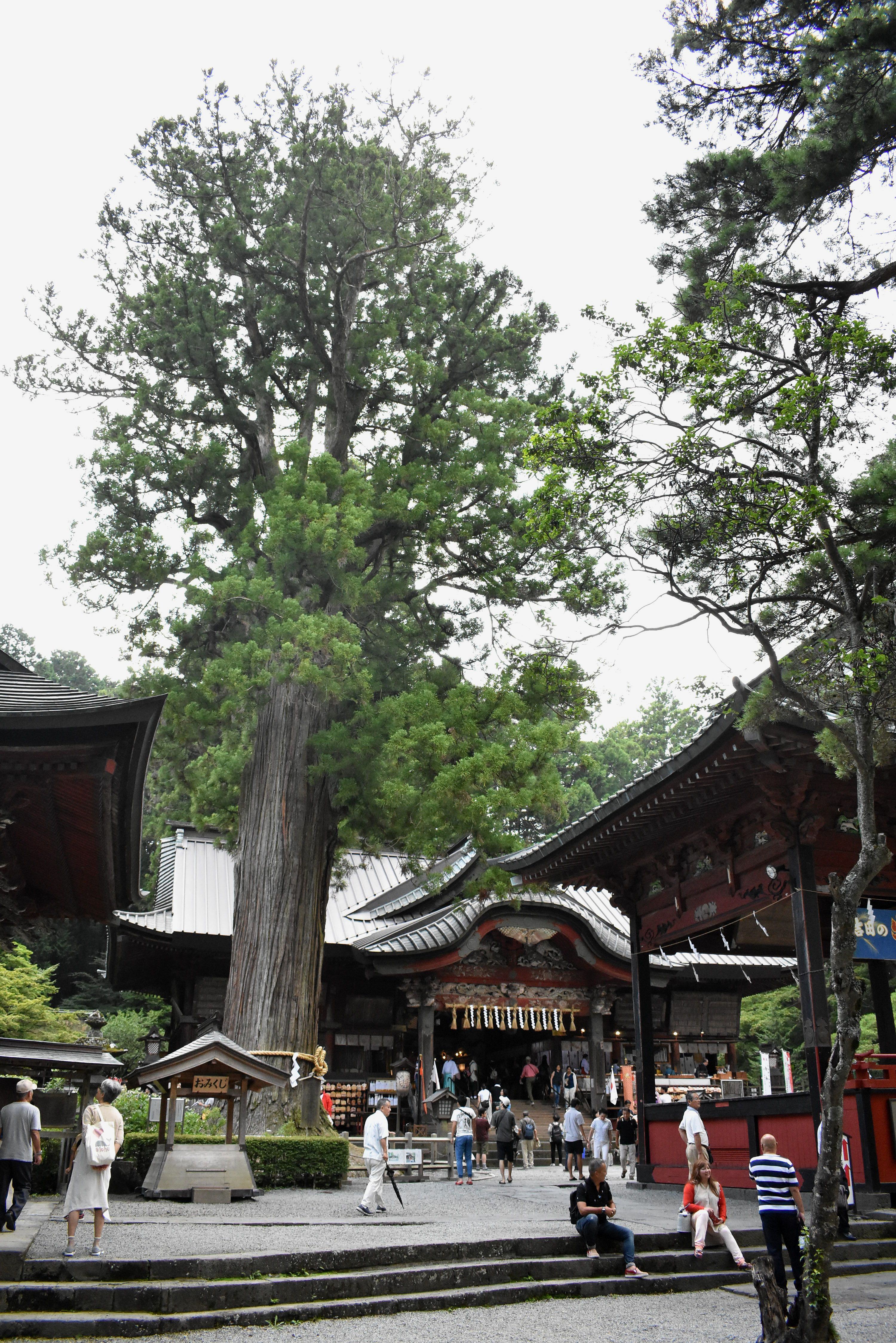
太郎杉（2019年8月26日撮影）
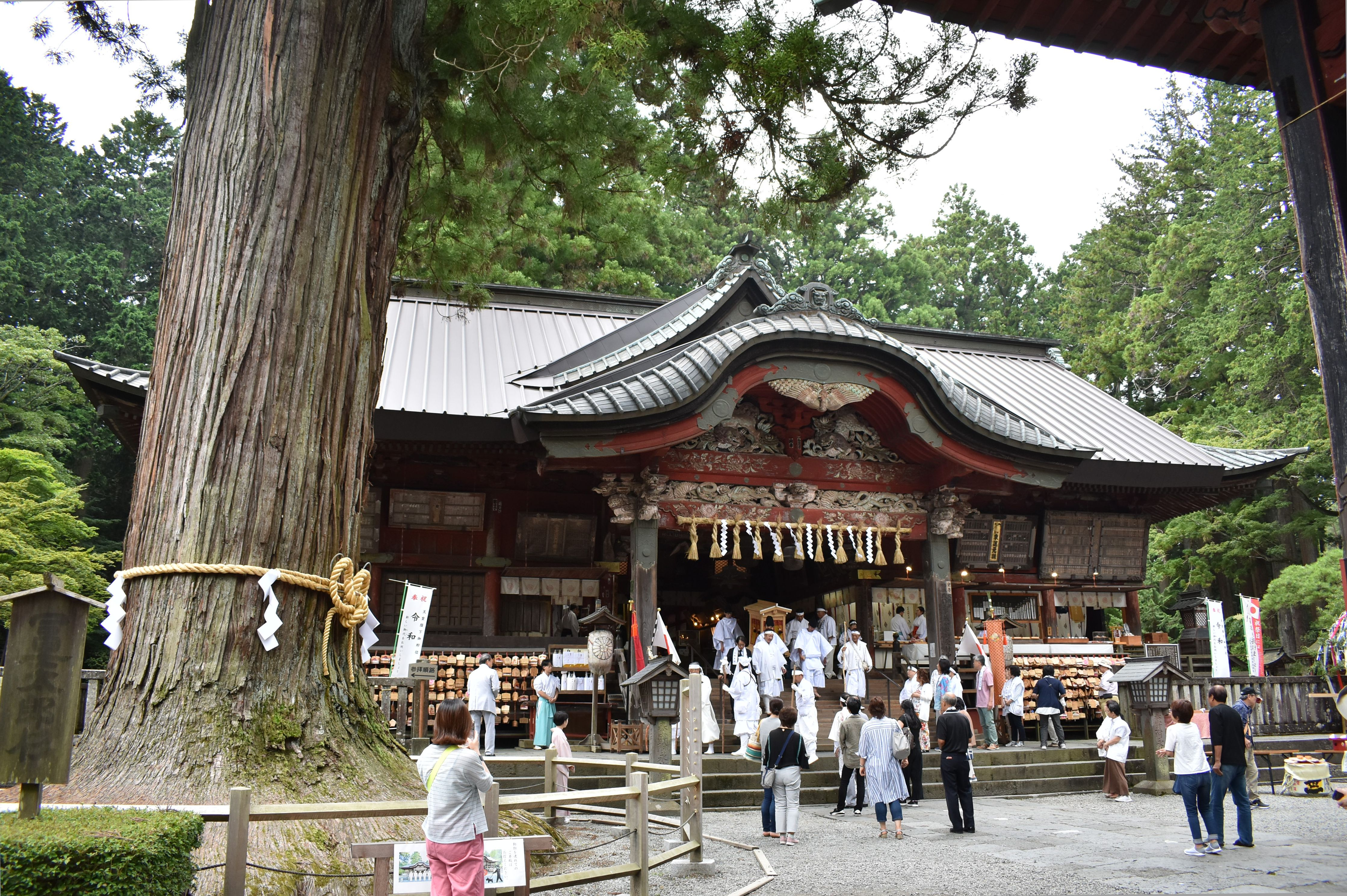
拝殿（2019年8月26日撮影）

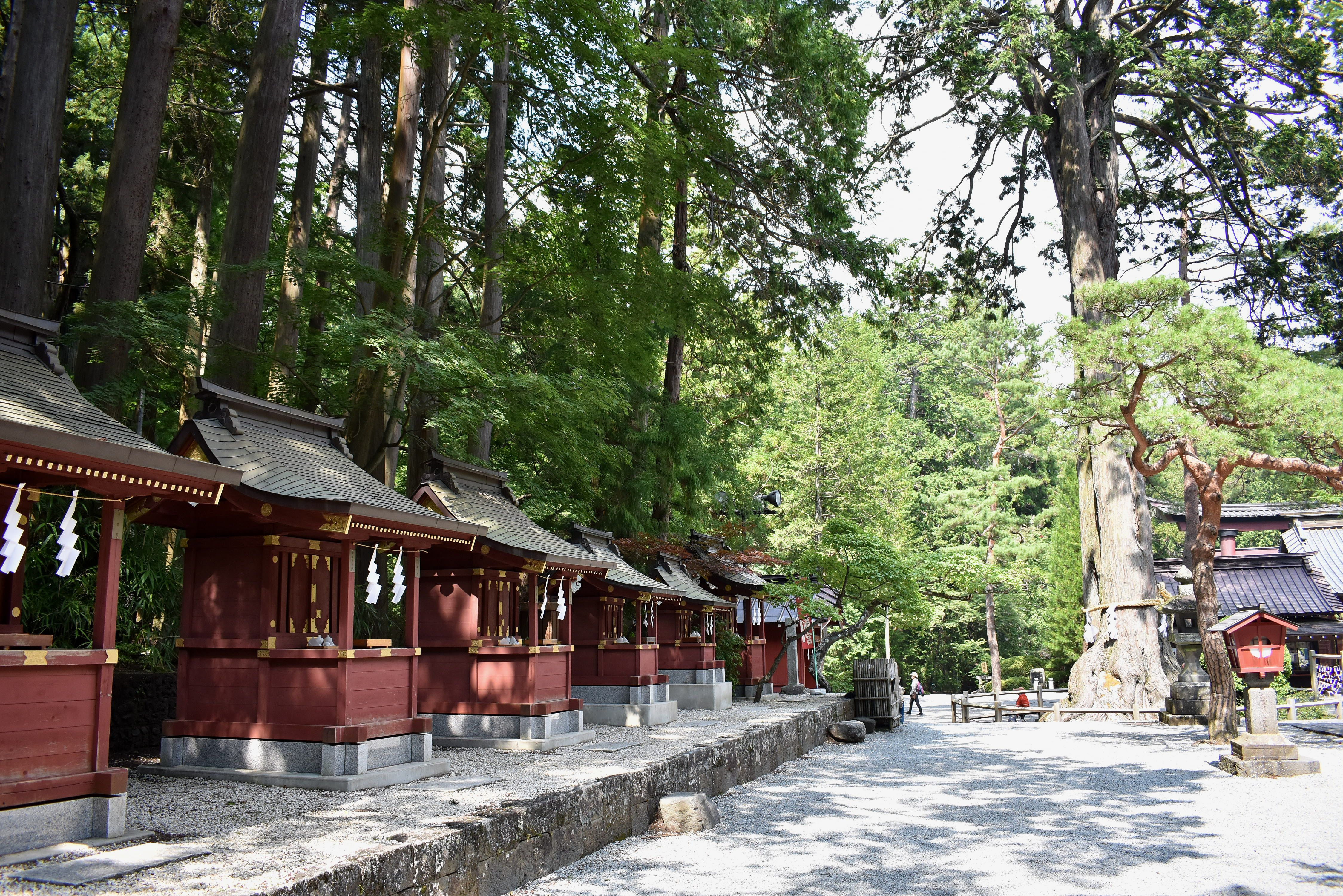
日之御子社・池鯉鮒社他八社（2019年8月26日撮影）
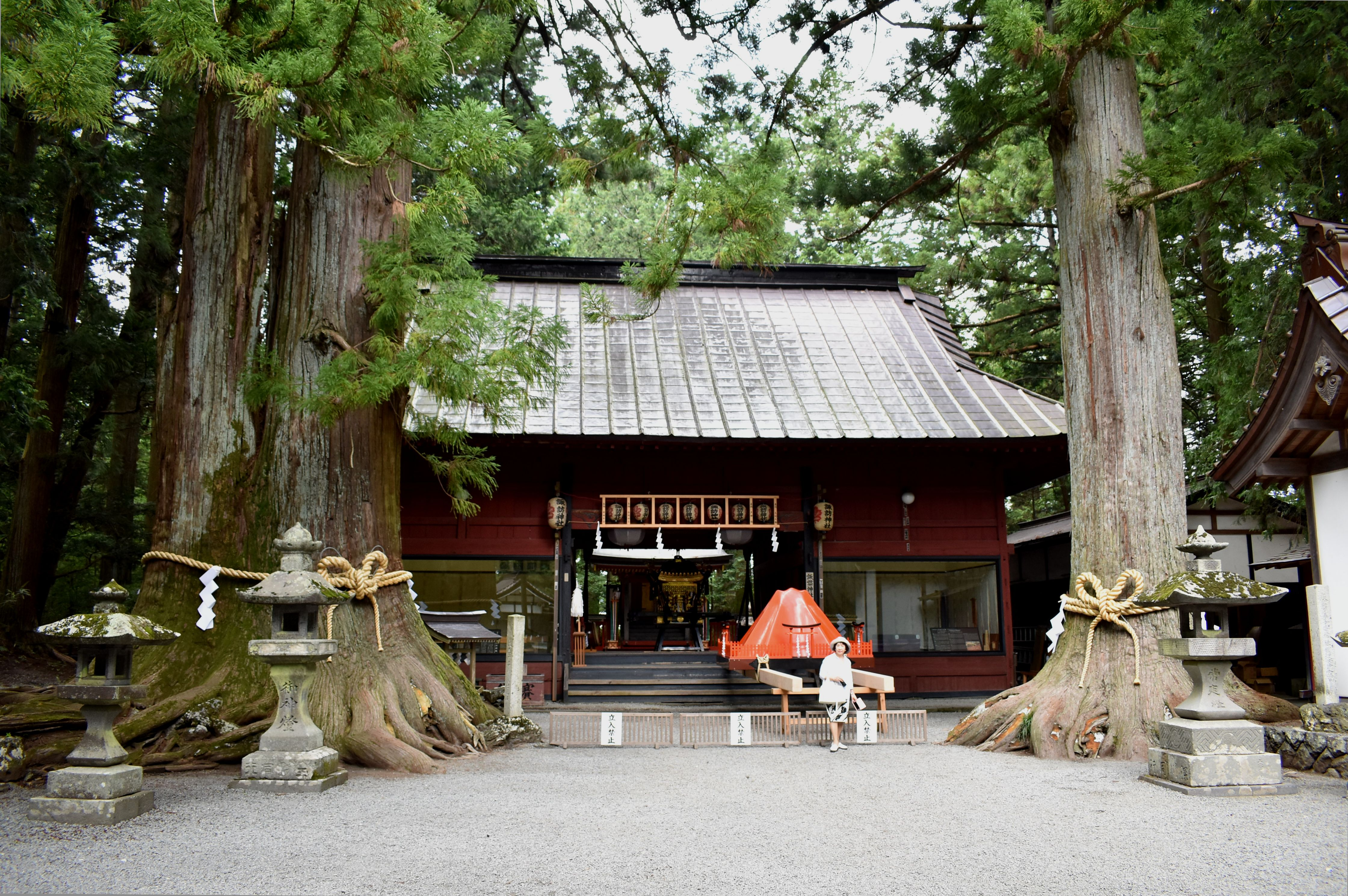
諏訪神社拝殿（2019年8月26日撮影）
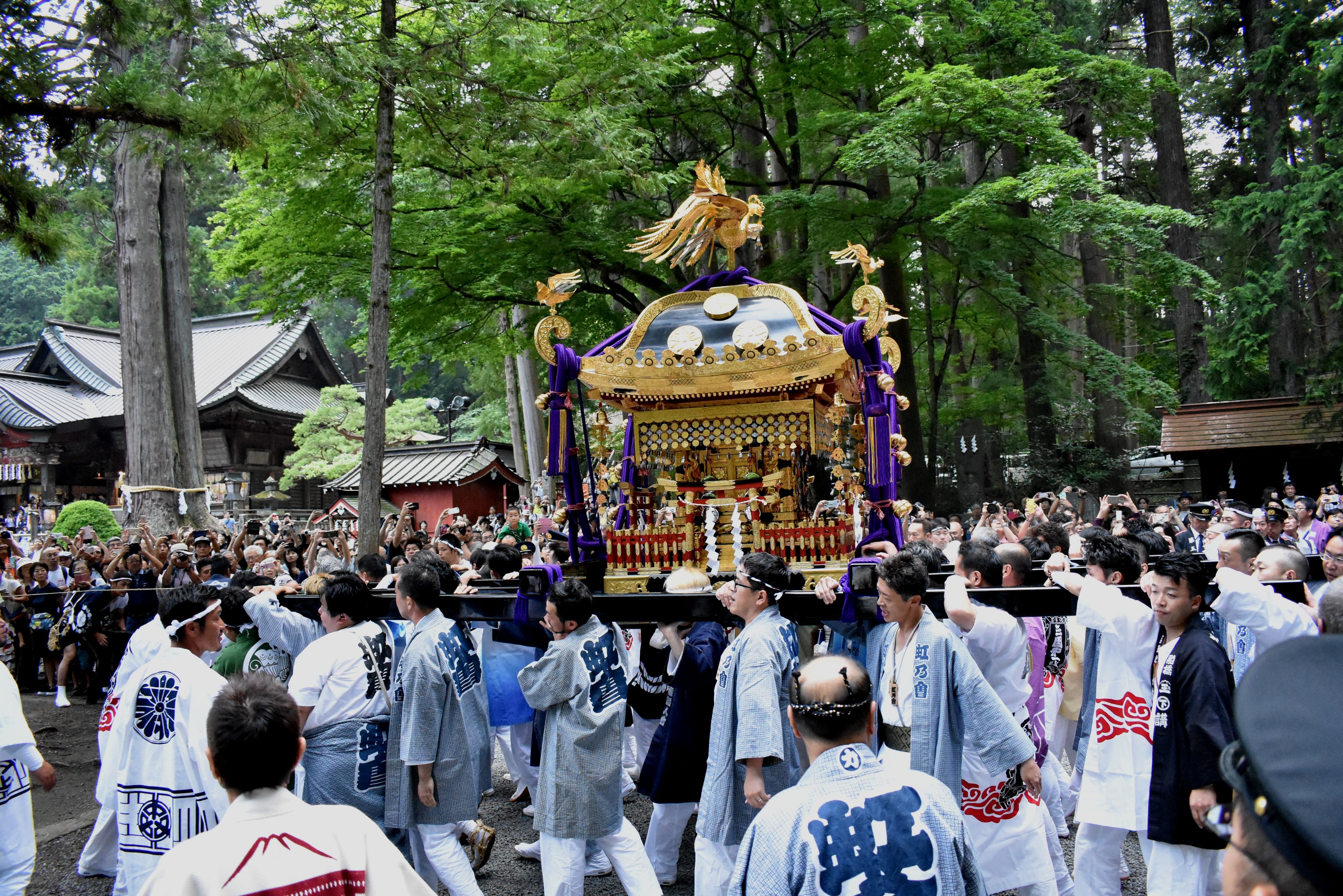
諏訪神社発輿祭（2019年8月26日撮影）
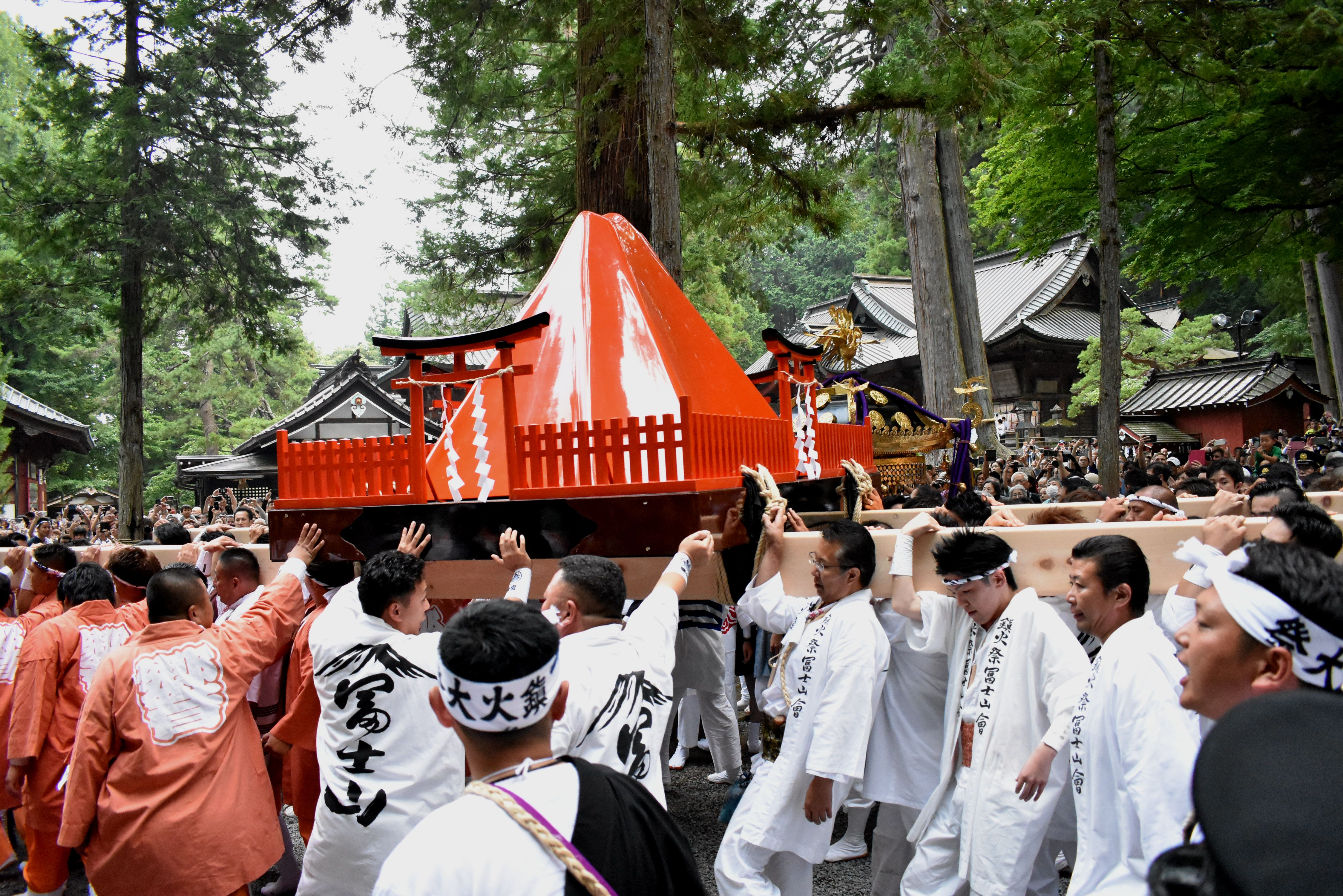
北口本宮冨士浅間神社発輿祭（2019年8月26日撮影）

### 国指定史跡
- 国の史跡「富士山」に包括

### 県指定天然記念物
- 冨士浅間神社の大スギ - 拝殿前向かって左側に立っており、「富士太郎杉」と呼ばれ、推定樹齢は約千年。

### 県指定無形民俗文化財
- 北口本宮冨士浅間神社太々神楽

### 市指定有形文化財
- 北口本宮冨士浅間神社本殿絵馬五面（附絹本著色富士山北面図）（絵画）
  - 板絵著色椿に筍図 2面 - 1618年（元和4年）に鳥居土佐守が寄進。
  - 板絵著色飾馬図・松猿図 2面 - 狩野常信筆。1688年（元禄元年）に秋元但馬守が寄進。
  - 板絵金地著色神馬図 1面 - 狩野洞元那信筆。1698年（元禄11年）に戸田能登守忠真が寄進。
- 木造随神倚像（附台座）（彫刻） - 青色の衣の像と赤色の衣の像の2躯あり、1520年（永正17年）に造立された。作者は京都の五条大宮常陸御坊（ごじょうおおみやひたちおぼう）の弟子民部法橋（みんぶほっきょう）である。
- 富士乃日記（古文書） - 江戸在住の国学者であった賀茂季鷹が、1790年（寛政2年）に当地を訪れた時の旅日記。

### 市指定天然記念物
- 北口本宮冨士浅間神社のスギ - 拝殿の東の裏側に立っており、「富士次郎杉」と呼ばれ市民に親しまれている。
- 北口本宮冨士浅間神社のヒノキ - 拝殿前向かって右側に立ち、2本のヒノキが根元で1本になった合着木で、地上約3ｍから2幹に分岐し、約12ｍで再び接合しているところから「富士夫婦桧」と呼ばれている。

## エピソード
- 権禰宜によると、隣接地においてかつて富士山自動車という企業が事業を営んでいたが、同社が廃業した際に土地を中国人が購入しそうになった。そこで富士急行が当該土地を買収し、参拝者が増えた際の臨時駐車場として無料で開放している。それ以外の用途は現状無く、同権禰宜によれば「富士急行が志で神社の為に購入した」ものであるという[6]。

## 現地情報
所在地
- 山梨県富士吉田市上吉田5558

交通アクセス
- 鉄道：富士山麓電気鉄道富士急行線 富士山駅 （徒歩約25分）